# James A. Donohoe

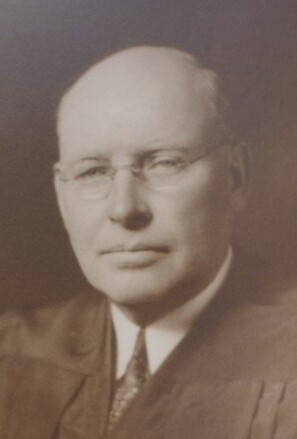
James A. Donohoe (1950)

James A. Donohoe (* 9. August 1877 in O’Neill, Holt County, Nebraska; † 26. Februar 1956) war ein US-amerikanischer Jurist und Politiker. Nach seiner Berufung durch Präsident Franklin D. Roosevelt fungierte er von 1933 bis zu seinem Tod im Jahr 1956 als Bundesrichter am Bundesbezirksgericht für den Distrikt von Nebraska.

## Werdegang
Nach dem Schulbesuch absolvierte James Donohoe das Fremont Normal College, an dem er 1898 den Bachelor of Science erwarb. 1905 schloss er seine Ausbildung in einer Anwaltskanzlei ab, woraufhin er selbst als Jurist zu arbeiten begann. Seiner privaten Praxis ging er bis zur Berufung in den Regierungsdienst 1933 nach. Von 1908 bis 1909 saß der Demokrat Donohoe im Senat von Nebraska. In den Jahren 1919 und 1920 war er Delegierter zum Verfassungskonvent seines Staates. Außerdem nahm er 1932 an der Democratic National Convention in Chicago teil, auf der Franklin D. Roosevelt erstmals als Präsidentschaftskandidat nominiert wurde.
Am 15. April 1933 wurde Donohoe durch Präsident Roosevelt zum Richter am United States District Court for the District of Nebraska ernannt; er folgte auf Joseph William Woodrough, der ans Bundesberufungsgericht für den achten Gerichtskreis wechselte. Nach der Bestätigung durch den US-Senat, die fünf Tage später erfolgte, konnte er sein Amt am 27. April antreten. Ab 1948 stand er diesem Bundesgericht als Chief Judge vor. James Donohoe verstarb am 26. Februar 1956 und wurde auf dem Calvary Cemetery in Omaha beigesetzt. Sein Sitz fiel an Richard Earl Robinson; den Vorsitz des Gerichts übernahm John Wayne Delehant.